# Kapitalutflöde
Kapitalutflöde är en ekonomi term för när kapital flödar ut (eller lämnar) ett lands ekonomiska system. Flödet kan orsakas av en mängd olika saker till exempel bankkriser, krig eller dylikt. Oavsett anledning ses kapitalutflöden nästan uteslutande negativt, och många länder reagerar med att införa kapitalkontroller.
Argentina upplevde olyckliga och plötsliga kapitalutflöden på 1990-talet efter att valutan hade genomgått ett dramatiskt tryck för att anpassa sig mot den fasta växelkursen, vilket ledde till en lågkonjunktur. Moderna makroekonomer citerar ofta landet som ett klassiskt exempel på svårigheterna att utveckla ekonomier som pressas av kapitalutflöden.